# John Knight (Künstler)

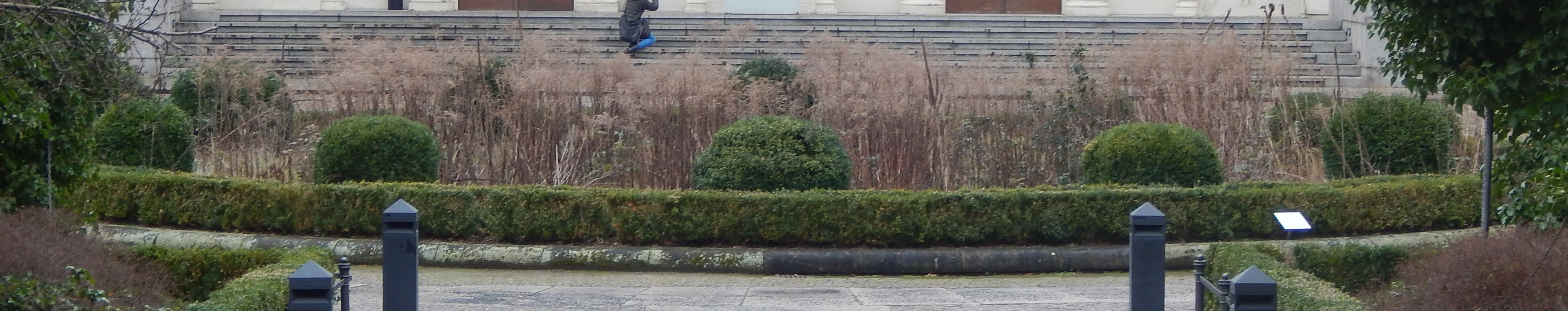
The Right to be Lazy, Hamburger Bahnhof

John Knight (* 1945 in Hollywood) ist ein US-amerikanischer Konzeptkünstler.

## Leben und Werk
John Knight ist 1945 in Hollywood geboren und lebt und arbeitet in Los Angeles.
Seit Anfang der 1970er Jahre stellt John Knight Installationen aus Worten, Buchstaben und Logos in Kunstzusammenhängen aus. Er beleuchtet die Beziehungen zwischen Kunst, Design und der Macht der Institutionen. Die Frage des Kontextes rückt in seinen ortsbezogenen Werken in den Vordergrund vor das Bild selbst als Bedeutungsträger.

## Ausstellungen (Auswahl)

### Einzelausstellungen
- 1990: John Knight-Some Works Witte de With, Rotterdam[4]
- 2013: Neuer Portikus, Frankfurt[5]

### Gruppenausstellungen
- 1982: documenta 7, Kassel
- bis 2013: Das Recht auf Faulheit Berlin Hamburger Bahnhof, Berlin[6]
- 2014: Gladstone Gallery, New York City[7]

## Auszeichnungen
1986 Turner Prize (Nominierung)